# Satyrus boloricus
Satyrus boloricus är en fjärilsart som beskrevs av Grum-grshimailo 1888. Satyrus boloricus ingår i släktet Satyrus och familjen praktfjärilar. Inga underarter finns listade.